# ساندرا توفت جالسجارد
ساندرا توفت جالسجارد (بالدنماركية: Sandra Toft)‏ مواليد 18 أكتوبر 1989، هي لاعبة كرة يد دانمركية تلعب كحارس مرمى. مثلت منتخب الدنمارك لكرة اليد للسيدات. حصلت على جائزة أفضل حارس مرمى في دوري أبطال أوروبا لكرة اليد للسيدات 2015.

## سجل المنافسة
شاركت في البطولات التالية:
- بطولة العالم لكرة اليد للسيدات 2011
- بطولة العالم لكرة اليد للسيدات 2015
- بطولة أوروبا لكرة اليد للسيدات 2012
- بطولة أوروبا لكرة اليد للسيدات 2014
- بطولة أوروبا لكرة اليد للسيدات 2016

## روابط خارجية
- ساندرا توفت جالسجارد على موقع الاتحاد الأوروبي لكرة اليد (الإنجليزية)
- ساندرا توفت جالسجارد على موقع اللجنة الأولمبية الدولية (الإنجليزية)